# Villeneuve-lès-Lavaur
Villeneuve-lès-Lavaur település Franciaországban, Tarn megyében. Lakosainak száma 138 fő (2022. január 1.). Villeneuve-lès-Lavaur Loubens-Lauragais, Vendine, Bannières, Maurens-Scopont és Viviers-lès-Lavaur községekkel határos.

## Népesség
A település népessége az elmúlt években az alábbi módon változott:
| Lakosok száma | 148  | 156  | 154  | 148  | 144  | 141  | 142  | 138  | 138  |
|               | 2013 | 2015 | 2016 | 2017 | 2018 | 2019 | 2020 | 2021 | 2022 |